# Kryolipolyse
Kryolipolyse (von griechisch κρύος kryos = „Kälte, Eis“, λίπος lipos = „fett“ und λύσις lysis = „Lösung, Auflösung“) ist eine kosmetische Kälteanwendung, die Fettgewebe vermindern soll. Es handelt sich um eine nicht-invasive Technik, bei der eine Fettstelle etwa eine Stunde lang unterkühlt wird. Es gibt verschiedene Methoden: Die Haut wird eingesaugt oder durch Platten punktuell gekühlt. Dabei kommt es zu einer kälteinduzierten Gewebeentzündung, nach der die Dicke der oberflächlichen Fettgewebeschicht um 10–25 % verringert sein kann. Die Methode ist in den USA seit 2010 zur Behandlung von Fettpolstern zugelassen.
Die Kryolipolyse stellt somit in manchen Fällen neben der Injektionslipolyse eine moderne Alternative zur klassischen Fettabsaugung dar, gerade da sie minimalinvasiv und kaum belastend für den menschlichen Organismus ist. Allerdings ist die Effektivität zur Liposuktion deutlich geringer und daher gerade zur Entfernung größerer Lipidansammlungen häufig ungeeignet. Nicht geeignet ist die Methode zur Entfernung von Lipödemfett.

## Geschichte
Die Kryolipolyse geht auf die Bostoner Dermatologen Dieter Manstein und R. Rox Anderson zurück. Fettzellen wurden im Tierversuch stärker von Kälte angegriffen als die Haut.

## Wirkmechanismus
Die Kryolipolyse nutzt die stärkere Kälteanfälligkeit von Fettzellen im Vergleich zum umgebenden Gewebe. Ein Applikator wird am gewünschten Bereich angebracht, mittels Peltier-Technik auf eine Temperatur von −8 bis −10 Grad gebracht und kühlt das darunterliegende Fettgewebe auf etwa +4 bis +5 Grad ab.
Ein Vlies mit Gel zwischen Haut und Applikator verhindert Erfrierungen. Die Fettzellen durchlaufen die sogenannte Apoptose und werden vom Körper abgebaut. Dadurch reduziert sich die Dicke der Fettschicht. Sensoren sind mit der Steuerkonsole verbunden und ermöglichen die Überwachung und Anpassung der Kühlung, zusätzlich wird das Gewebe während der Behandlung immer wieder mittels variablen Sogs an der Haut massiert.
Um einen optimalen Behandlungserfolg zu erzielen, sollten nach Anweisung des Herstellers entzündungshemmende Medikamente wie z. B. Voltaren oder Ibuprofen ca. vier Wochen nach der Behandlung nicht eingenommen werden. Sollten Schmerzen bestehen, ist Paracetamol ein Schmerzmittel mit wenig entzündungshemmender Potenz, welches eingenommen werden darf. Die Reduzierung der Fettpolster tritt lt. Herstellerangaben nach 8–16 Wochen ein.

## Studien
Eine Literaturstudie von Ingargiola et al. (2015) untersuchte 19 Studien, die zwischen 2012 und 2014 veröffentlicht wurden. Im Durchschnitt maß die Fettzange nach der Kryolipolyse zwischen 14,67 % und 28,5 % weniger Hautfaltendicke. Alle Studien berichteten von hohen Zufriedenheitsraten unter den Kunden. In einer Studie wurden 89 % aller Vorher- und Nachher-Fotos richtig zugeordnet, in einer anderen waren es 79 %. Das Ausmaß der Fettreduktion ist abhängig von den Anwendungszonen, der Anzahl der Sitzungen und der empfohlenen 5-Minuten-Massage des Gewebes nach der Behandlung.
McKeown und Payne (2021) führten eine Studie mit 28 Kunden und 58 Anwendungszonen durch. Im Durchschnitt hatte ein Kunde 2,8 Sitzungen und verlor 40 % des Körperfetts an der behandelten Stelle. 27 Kunden zeigten signifikante Reduktionen des Körperfetts. Einer war nicht responsiv. Kunden mit drei oder mehr Sitzungen hatten signifikant größere Reduktionen. 12 Wochen nach der finalen Sitzung gaben 88 % der Kunden an, dass sie zufrieden oder sehr zufrieden mit dem Ergebnis seien. Es gab keine nennenswerten Nebenwirkungen.
Interessant sind bei der Kryolipolyse split-body trials. Das sind Studien, die nur eine Seite des Körpers behandeln und die andere als Kontrollseite unbehandelt lassen. Damit können andere Einflüsse auf die Fettmasse abgeschätzt werden. Hwang et al. (2020) führten bei 15 Testpersonen eine einmalige Kryolipolyse an der linken Seite des Unterbauches durch. Sie maßen nach 12 Wochen mittels Computertomographie eine signifikante Abnahme des Viszeralfettes an der Anwendungszone um durchschnittlich 15,6 %. Die Kontrollseite blieb unverändert.

## Nebenwirkungen
Nach der Behandlung können als Nebenwirkungen Blutergüsse, Hautrötungen und Taubheitsgefühle der Haut auftreten.
Diese Nebenwirkungen halten in den meisten Fällen nicht länger als eine Woche an. Bei der schriftlichen Einwilligung werden als Nebenwirkungen auch Erfrierungen der Haut (Stufe 2 mit Blasen) aufgeführt.
Die paradoxe adipöse Hyperplasie (seltener auch Hypertrophie) ist eine seltene Komplikation der Kryolipolyse. Bei ca. 1 % der Patienten kommt es zu einer voluminösen Zunahme der Fettzellen im Bereich der behandelten Areale. Diese Art von Komplikation tritt meist erst mehrere Monate später auf.